# オークラヤ不動産
オークラヤ不動産株式会社（オークラヤふどうさん-）は、日本の不動産会社。東洋不動産のグループ会社である。
旧三和銀行系のオークラヤ住宅の法人営業部門を分離して設立され、グループ内の他の企業と異なり、原則として法人顧客（企業）を担当するのが特色であった。資本は、旧三和銀行の流れを汲む。三菱UFJ信託銀行、三菱UFJ不動産販売と業務を提携。
2019年（平成31年）3月に、同じく三和銀行系（三和グループ）である東洋プロパティ（現 東洋不動産）のグループ会社となった。